# El Nandho
El Nandho är en ort i Mexiko.   Den ligger i kommunen San Bartolo Tutotepec och delstaten Hidalgo, i den sydöstra delen av landet, 140 km nordost om huvudstaden Mexico City. El Nandho ligger 1 375 meter över havet och antalet invånare är 128.
Terrängen runt El Nandho är huvudsakligen bergig, men åt nordost är den kuperad. Runt El Nandho är det ganska tätbefolkat, med 149 invånare per kvadratkilometer. Närmaste större samhälle är Huehuetla, 18,5 km öster om El Nandho. Omgivningarna runt El Nandho är en mosaik av jordbruksmark och naturlig växtlighet.